# Herb Birczy

Pierwotny herb Birczy

Herb Birczy – jeden z symboli miasta i gminy Bircza.

## Wygląd i symbolika
W 1447 roku Bircza została nabyta przez Jerzego Matiaszowicza ze Zboisk, którego spadkobiercy przyjęli nazwiska rodowe, wywodzące się od nazwy osady Bircza, tj. Bireckich. Matiaszowicz, rodu z Węgier, posiadał herb Gozdawa (przedstawiający białe lilie na czerwonym tle), który z chwilą otrzymania przez Birczę praw miejskich w 1464 roku stał się jej pierwszym herbem.
Współcześnie (2024) miasto i gmina Bircza używają symbolu herbowego w postaci złotej litery B na czerwonym polu. Nad herbem widnieje banderola z napisem BIRCZA.